# Karşıyaka SK
Karşıyaka, K.S.K (vollständig: Karşıyaka Spor Kulübü) ist ein 1912, in Izmir, im gleichnamigen Stadtteil gegründeter und damit ältester türkischer Sportverein von Izmir und gleichzeitig einer der ältesten Klubs in der Türkei.
Das Team belegt aktuell den 25. Platz der Ewigen Tabelle der Süper Lig und war auch Gründungsmitglied dieser Liga. Traditionell spielt der Klub im Izmir Atatürk Stadion.
Karşıyaka ist ein Stadtteil von Izmir, der zwar direkt an der großen Bucht von Izmir, jedoch genau gegenüber den zentralen Stadtteilen Alsancak und Göztepe gelegen ist. Traditionell besteht eine starke Rivalität im Fußball zwischen Karşıyaka und den Vereinen dieser Stadtteile, Göztepe Izmir und Altay Izmir.
Die Basketball und Volleyballabteilung des Vereins sind ebenfalls in den höchsten nationalen Spielklassen vertreten und haben große Erfolge vorzuweisen.
Zurzeit spielt die erste Fußball-Mannschaft in der TFF 2. Lig, beziehungsweise in der dritthöchsten Liga.
Der traditionelle Schlachtruf der Fans lautet Kāf-Sīn-Kāf ! Was aus dem Vereins-Akronym KSK hervorgeht.

## Fußball

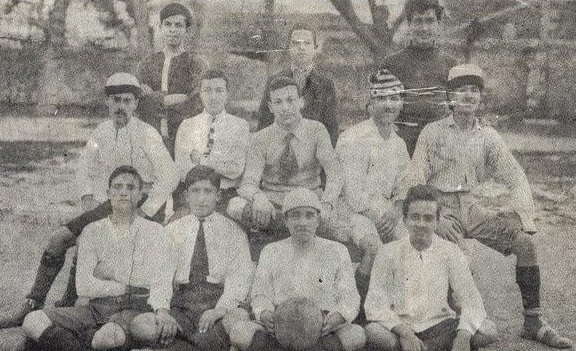
Karşıyaka von 1912.

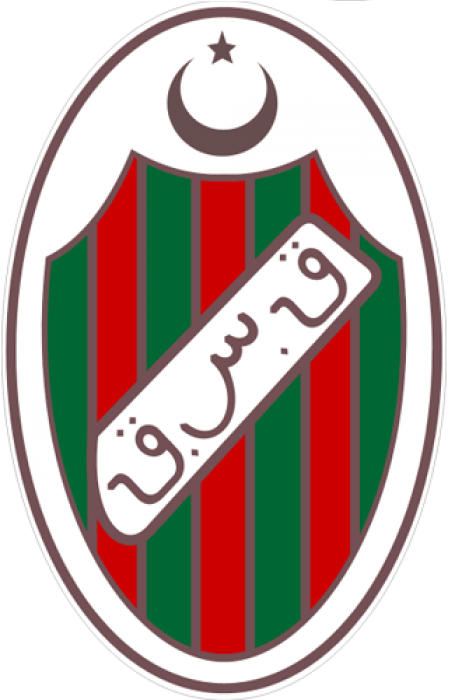
KSK osmanisches Logo

### Gründungsmitglied der Süper Lig und die nachfolgenden zwei Dekaden
Die Fußballsparte gehört mit seinen Erzrivalen Göztepe Izmir und Altay Izmir zu den erfolgreichsten Vertretern Izmirs. Mit diesen spielte der Verein jahrelang um die Meisterschaft der İzmir Futbol Ligi, der Stadtmeisterschaft Izmirs.
Im Sommer 1959 gehörte der Klub zu den Gründungsmitgliedern der damals neugeschaffenen, erstmals überregional ausgetragenen höchsten türkischen Spielklasse, der heutigen Süper Lig. Nachdem der Verein bis zum Sommer 1964 regelmäßig in dieser Liga gespielt hatte, stieg er zum ersten Mal in seiner Historie in die Türkiye 1. Futbol Ligi ab. In den nachfolgenden Jahren kehrte der Verein mehrmals in die Süper Lig auf, konnte sich aber nie längerfristig in dieser etablieren. 1973 stieg der Verein gar in die Türkiye 2. Futbol Ligi, die dritthöchste türkische Spielklasse, ab, kehrte aber nach acht Jahren wieder in die 1. Futbol Ligi zurück.

### Rückkehr in die Süper Lig nach 16-jähriger Abstinenz
Nachdem der Verein im Sommer 1980 in die 2. Futbol Ligi aufgestiegen war, spielte er mehrere Spielzeiten hintereinander um den Aufstieg in die 1. Futbol Ligi. Der Verein verpasste fünf Spielzeiten lang hintereinander den Aufstieg als Vizemeister, sorgte aber in der ersten Hälfte der 1980er Jahre für Aufsehen im Türkischen Pokal, in dem der Verein als Zweitligist ein Mal das Halbfinale (1983/84) und ein Mal das Viertelfinale (1984/85) erreichte.
In der Saison 1986/87 gelang dem Verein schließlich die langersehnte Zweitligameisterschaft und damit auch nach 16-jähriger Abstinenz die Rückkehr in die 1. Futbol Ligi. In dieser Liga spielte der Verein mit zwei Spielzeiten Unterbrechung sieben Spielzeiten lang bis zum Sommer 1996.

### Systembedingter Abstieg in die TFF 2. Lig
Nach dem Abstieg in die 2. Futbol Ligi spielte der Verein die nächsten fünf Jahre in dieser Liga und spielte die letzten vier dieser Spielzeiten um den Aufstieg mit, ohne ihn zu erreichen.
Da mit der Saison 2001/02 der türkische Profi-Fußball grundlegenden Änderungen unterzogen werden sollte, wurden bereits in der Spielzeit 2000/01 Vorbereitungen für diese Umstellung unternommen. Bisher bestand der Profifußball in der Türkei aus drei Ligen: Der höchsten Spielklasse, der einspurigen Türkiye 1. Futbol Ligi, der zweitklassigen fünfspurig und in zwei Etappen gespielten Türkiye 2. Futbol Ligi und der drittklassigen und achtgleisig gespielten Türkiye 3. Futbol Ligi. Zur Saison 2001/02 wurde der Profifußball auf vier Profiligen erweitert. Während die Türkiye 1. Futbol Ligi unverändert blieb, wurde die Türkiye 2. Futbol Ligi in die nun zweithöchste Spielklasse, die Türkiye 2. Futbol Ligi A Kategorisi (zu dt.: 2. Fußballliga der Kategorie A der Türkei), und die dritthöchste Spielklasse, die Türkiye 2. Futbol Ligi B Kategorisi (zu dt.: 2. Fußballliga der Kategorie B der Türkei), aufgeteilt. Die nachgeordnete Türkiye 3. Futbol Ligi wurde fortan somit die vierthöchste Spielklasse, die TFF 3. Lig. Jene Mannschaften, die in der Zweitligasaison 2000/01 lediglich einen mittleren Tabellenplatz belegten, wurden für die kommende Saison in die neugeschaffene dritthöchste türkische Spielklasse, in die 2. Lig, zugewiesen. Karşıyaka SK, welches die Liga zwar auf dem respektablen 3. Tabellenplatz beendet hatte, musste so systembedingt trotzdem in die 2. Lig absteigen.

### 2. Rückkehr in die TFF 1. Lig und die nachfolgenden Jahre
Nach dem systembedingten Abstieg in die TFF 2. Lig verfehlte der Verein in der ersten Drittligasaison den Wiederaufstieg im Play-off-Finale mit einer 1:2-Niederlage gegen Adana Demirspor. Die zweite Drittligasaison, die Saison 2002/03, beendete der Verein als Meister und stieg damit nach zweijähriger Abstinenz in die TFF 1. Lig auf.
Nach der Rückkehr in die TFF 1. Lig spielte der Verein zwölf Jahre lang zwar mit dem erklärten Ziel des Aufstiegs, belegte aber meistens Tabellenplätze im mittleren Tabellensegment.

### Abstieg in die TFF 2. Lig trotz großer Investitionen (2015–2016)
2015 wurde Fatih Diniz, dem der Geschäftsmann und Mäzen Erdal Acar seine finanzielle Unterstützung zusicherte, zum Vereinspräsidenten gewählt. Diese neue Vereinsführung investierte vor der Saison 2015/16 massiv in den Mannschaftskader. So wurden mit Necati Ateş, Gökhan Ünal, Engin Baytar, Çağlar Birinci mehrere ehemalige türkische Nationalspieler verpflichtet und um diese mit einer Reihe von weiteren gestandenen Erstligaspielern eine schlagkräftige Mannschaft aufgebaut. Als Trainer verpflichtete der Verein zudem mit Cüneyt Dumlupınar den jungen und aus Izmir stammenden amtierenden Meistertrainer der TFF 1. Lig. Dieser hatte in der vorherigen Zweitligasaison Kayserispor souverän zur Meisterschaft geführt.
Trotz dieser Investitionen blieb der erhoffte Erfolg aus. Der Verein zeigt ganz im Gegenteil eine enttäuschende Leistung und rutschte schnell auf die Abstiegsplätze. Weitere Verpflichtungen in der Winterpause und mehrere Trainerwechsel brachten auch keine Wende im Abstiegstrend. So stand der Verein mehrere Wochen vor Saisonende als Tabellenletzter und erster Absteiger fest. Der Verein erlebte in dieser Saison seine erfolgloseste Zweitligasaison der Historie.
Im Oktober 2016 erhielt der Verein seitens der FIFA eine zweijährige Transfersperre. Die bisherigen Vereinsführungen konnten vier Mal in Folge Strafen Form einer Transfersperre bzw. eines Punktabzugs abwenden. Grund für die Transfersperre waren die noch ausstehenden Gerhälter bzw. Ablösen der früheren Spieler Chikeluba Ofoedu, Ariza Makukula, Emmanuel Banahene, Kahê und Okan Şahingöz.

### Neuanfang in der TFF 3. Lig (ab 2018)
Zur Saison 2018/2019 wurde der Verein nach 34 Spielen, 15 Siegen, 10 Unentschieden und 9 Niederlagen „nur“ vierter und konnte sich somit zu den Playoffs qualifizieren. Doch verlor man die Qualifikationsspiele gegen Van Büyükşehir Belediyespor 0:0 bzw. 1:2 und vergab damit die Aufstiegsmöglichkeit.
Die Saison 2021/2022 beendete der Verein in der Liga mit dem 8. Platz. In der Saison 2022/2023 verpasste der Klub knapp einen der Play-off-Plätze und beendete die Saison auf dem 7. Platz.
Auch in der Saison 2023/2024 reichte es trotz Playoff Teilnahme nicht zu einem Aufstieg, da man in der ersten Runde gegen die erste Mannschaft von Anadolu Üniversitesi, zuhause mit 0:1 ausschied.

## Basketball
Die Basketballabteilung der Herren, seit 1998 durch Sponsoring auch als Pınar Karşıyaka bekannt, zählt zu den Gründungsmitgliedern der höchsten Spielklasse Türkiye Basketbol Ligi und gehört nach einer sechsjährigen Unterbrechung seit 1974 ständig dieser Liga an. 1987 gewann man die türkische Meisterschaft und den Präsidentenpokal, welcher zwischen Meister und Pokalsieger als Supercup ausgetragen wird.

## Fans
Die Anhänger von Karşıyaka bezeichnen sich selbst nicht als Einwohner von Izmir, sondern als Anwohner des Stadtteils Karşıyaka und geben sich den Beinamen „35,5“ (Otuzbeşbuçuk – zu deutsch: Fünfunddreißigeinhalb), um sich vom restlichen Izmir und dessen Nummernschild mit der 35 zu distanzieren.
Die einzige Fangruppe des Vereins nennt sich „Karşıyaka Çarşı“ und vertritt die Interessen aller Fans als eine Einheit. In Europa, besonders bei den europäischen Begegnungen der Basketballmannschaft des Vereins, organisiert die in Deutschland gegründete Organisation „Karsiyaka Europe“ das Auftreten der Fans.
Die Fans nennen den Verein auch liebevoll „Kāf Sīn Kāf“. Dieser Name resultiert aus der Zeit vor der Staatsgründung der modernen Türkei. Zu dieser Zeit wurde noch das Arabische Alphabet benutzt. Das Vereins-Akronym KSK in diesem Alphabet buchstabiert ergibt: Kāf-Sīn-Kāf.

## Freundschaften und Rivalitäten
Es besteht eine offizielle Freundschaft zum Verein Fatih Karagümrük SK. Weiterhin herrscht eine Sympathie gegenüber Teams wie Orduspor, Trabzonspor und Fethiyespor.
Es besteht eine große Rivalität zum Verein Göztepe Izmir. Am 18. Mai 1981 gab es im Derby gegen Göztepe mit über 80.000 Zuschauern einen Weltrekord der meisten Besucher eines Zweitligaspiels. Im Allgemeinen wird das Izmir-Derby als eines der größten der Welt angesehen.

## Kader in der Saison 2024/25
Stand: 16. August 2024
| Nr. |             | Position | Name                |
| --- | ----------- | -------- | ------------------- |
| 3   | Turkei      | AB       | Ferdi Burgaz        |
| 11  | Deutschland | ST       | Yasin Ozan          |
| 15  | Turkei      | TW       | Hasan Sürmeli       |
| 17  | Turkei      | ST       | Enes Nalbantoğlu    |
| 21  | Turkei      | ST       | Mustafa Durgun      |
| 24  | Turkei      | MF       | Sefa Küpeli         |
| 33  | Turkei      | AB       | Emre Can Heptazeler |
| 41  | Turkei      | AB       | Mertcan Koç         |
| 65  | Turkei      | AB       | İsmail Güner        |
| 99  | Turkei      | AB       | Cenk Ahmet Alkılıç  |

| Nr. |        | Position | Name               |
| --- | ------ | -------- | ------------------ |
|     | Turkei | MF       | Hakan Barış        |
|     | Turkei | ST       | İshak Kurt         |
|     | Turkei | AB       | Metin Peker        |
|     | Turkei | TW       | Hakan Canbazoğlu   |
|     | Turkei | ST       | Sinan Gayla        |
|     | Turkei | MF       | Mert Yusuf Torlak  |
|     | Turkei | MF       | Kadir Bakırtaş     |
|     | Turkei | AB       | Abdulkadir Öksüz   |
|     | Turkei | MF       | Aygün Özışıkyıldız |
|     | Turkei | ST       | Taha Yeşilbaş      |

## Erfolge
- Türkischer Zweitligameister (4): 1969/70, 1986/87, 1991/92, 1994/95
- Aufstieg in die Süper Lig (4): 1969/70, 1986/87, 1991/92, 1994/95
- Stadtmeister von Izmir (3): 1925/1926, 1951/1952, 1958/1959
- Izmir Pokal (1): 1950/1951
- TSYD-Pokalsieger (Izmir) (8): 1981/82, 1984/85, 1988/89, 1990/91, 1991/92, 1992/93, 1993/94, 1995/96

## Ligazugehörigkeit
- 1. Liga: 1959–1964, 1966–1967, 1970–1972, 1987–1991, 1992–1994, 1995–1996

- 2. Liga: 1964–1966, 1967–1970, 1972–1973, 1980–1987, 1991–1992, 1994–1995, 1996–2001, seit 2003

- 3. Liga: 1973–1980, 2001–2003

## Rekordspieler
| Rang                | Name             | Einsätze | Zeitraum  |
| ------------------- | ---------------- | -------- | --------- |
| 01.                 | Recep Umut       | 174      | 1987–1994 |
| 02.                 | Zlatko Juričević | 135      | 1987–1991 |
| 03.                 | Ülken Durak      | 134      | 1987–1993 |
| 04.                 | Ogün Altıparmak  | 129      | 1959–1963 |
| 05.                 | Muharrem Dirik   | 127      | 1987–1993 |
| 06.                 | Özcan Öngen      | 126      | 1959–1964 |
| 07.                 | Erol Özışıkçılar | 121      | 1959–1964 |
| 08.                 | Burhan Gürel     | 116      | 1962–1972 |
| 09.                 | Bulut Ataerk     | 115      | 1959–1964 |
| 10.                 | Argun Akmoral    | 110      | 1959–1964 |
| Stand: 4. März 2016 |                  |          |           |

| Rang                | Name            | Tor | Einsätze | Tor/Spiel |
| ------------------- | --------------- | --- | -------- | --------- |
| 01.                 | Recep Umut      | 52  | 174      | 0,3       |
| 02.                 | Ogün Altıparmak | 35  | 129      | 0,27      |
| 03.                 | Ali Yüksel Can  | 30  | 71       | 0,42      |
| 04.                 | Rıza Tuyuran    | 26  | 107      | 0,24      |
| 05.                 | Vural Olşen     | 23  | 67       | 0,34      |
| 06.                 | Zeki Şensan     | 22  | 76       | 0,29      |
| 06.                 | Bulut Ataerk    | 22  | 115      | 0,19      |
| 07.                 | Argun Akmoral   | 20  | 110      | 0,18      |
| 08.                 | Burhan Gürel    | 16  | 116      | 0,14      |
| 09.                 | Cevdet Çapar    | 15  | 76       | 0,2       |
| 09.                 | Özcan Öngen     | 15  | 126      | 0,12      |
| 10.                 | Miodrag Martać  | 13  | 89       | 0,15      |
| Stand: 4. März 2016 |                 |     |          |           |

## Ehemalige Trainer (Auswahl)
- Şükrü Gülesin (November 1964 – April 1965)
- Branko Stanković (Dezember 1988 – Juni 1989)
- Todor Veselinović (Januar 1992 – April 1997)
- Nejat Biyediç (Januar 1996 – Dezember 1997)
- Hüseyin Hamamcı (September 1998 – April 1999)
- Rıza Tuyuran (Juni 1999 – Oktober 2000)
- Kemal Kılıç (Januar 2002 – September 2003)
- Unbekannt 1 (September 2003 – Oktober 2003)
- Rıdvan Dilmen (Oktober 2003 – August 2004)
- Hüseyin Hamamcı (August 2004 – Februar 2005)
- Feyyaz Uçar (Februar 2005 – März 2005)
- Ahmet Kayahan (April 2005 – Mai 2005)
- Nurullah Sağlam (Juni 2005 – Oktober 2005)
- Hayrettin Gümüşdağ (Oktober 2005 – Januar 2006)
- Feyyaz Uçar (Januar 2006 – Oktober 2006)
- Unbekannt 1 (Oktober 2006 – November 2006)
- Ahmet Kayahan (November 2006 – Mai 2007)
- Engin İpekoğlu (Juli 2007 – April 2008)
- Reha Kapsal (April 2008 – November 2009)
- Ümit Turmuş (November 2009 – Februar 2010)
- Unbekannt 1 (Februar 2010 – März 2010)
- Erdoğan Arıca (März 2010 – September 2010)
- Kemal Kılıç (September 2010 – Dezember 2010)
- Turgut Uçar (Januar 2011 – Februar 2011)
- Reha Kapsal (Februar 2011 – Oktober 2011)
- Mustafa Uğur (Oktober 2011 – Mai 2012)
- Yücel İldiz (Juni 2012 – Juli 2012)
- Cihat Arslan (Juli 2012 – Mai 2013)
- Sait Karafırtınalar (Juli 2013 – Dezember 2013)
- Yusuf Şimşek (Januar 2014 – Februar 2015)
- Unbekannt 1 (Februar 2015 – März 2015)
- Ayhan Akman 2 (März 2015 – April 2015)
- Rıza Tuyuran 1 (April 2015 – Mai 2015)
- Cüneyt Dumlupınar (Juni 2015 – )